# Elaióforo
Elaióforo (do gr. elaion -óleo + -fóros -portador), ou glândula oleífera, são glândulas das vegetais que produzem gorduras, sob a forma de óleos florais ou outros tipos de resinas, destinados a atrair os insectos polinizadores.

## Descrição
Em morfologia vegetal, um elaióforo é uma glândula secretora de lípidos capazes de formar uma substância oleosa na superfície da planta, geralmente na base das sépalas. Estas glândulas assumem nas flores produtoras de óleos florais a função que pertence aos nectários (ou glândulas nectaríferas) nas flores produtoras de néctar.
A secreção do óleo pode ocorrer através de um epitélio específico (elaióforos epiteliais) ou através de tricomas modificados (elaióforo tricomático).
A maior parte deste tipo de órgão vegetal ocorre nas flores de algumas famílias de angiospérmicas, tais como as Malpighiaceae, Scrophulariaceae, Iridaceae, Cucurbitaceae, Primulaceae e Solanaceae.
Os lípidos secretados pelas flores, designados por óleos florais, funcionam como elementos de atracção de insectos polinizadores. Representantes de várias famílias de abelhas colectam óleos florais para adicionar ao alimento das suas larvas ou para revestir o ninho, entre elas múltiplos membros das famílias Melittidae, Ctenoplectridae, Apidae e Anthophoridae.
Para colectar estes óleos, as abelhas apresentam modificações estruturais que as auxiliam para realizar a raspagem dos óleos ou ceras.